# 가자미근
인간과 일부 다른 포유류에서 가자미근(soleus muscle)은 다리 뒤쪽(종아리)에 있는 강력한 근육이다. 무릎 바로 아래에서 발 뒤꿈치까지 이어지며 서 있는 자세를 유지하고 걷는 데 관여한다. 가자미근은 장딴지근과 밀접하게 연관되어 있으며 일부 해부학자들은 두 근육을 장딴지세갈래근이라는 하나의 근육으로 간주하기도 한다. 'Soleus'라는 이름은 라틴어로 샌들을 의미하는 'solea'에서 유래했다.

## 구조
가자미근은 종아리뒤칸의 얕은층에 위치한다.
가자미근은 종에 따라 형태의 차이가 상당히 크다. 많은 종에서는 반깃근(unipennate)이다. 토끼와 같은 일부 동물에서는 대부분이 장딴지근과 섞여 있다.
인간의 경우 가자미근은 복잡한 뭇깃근(multipennate)으로 일반적으로 장딴지근과 별개로 뒤쪽에 널힘줄이 있다. 가자미근 섬유의 대부분은 정강뼈와 종아리뼈에 붙어 있는 앞쪽 널힘줄의 각 측면에서 일어난다. 다른 일부 섬유는 종아리뼈 머리의 뒷면과 그 위쪽 1/4뿐만 아니라 정강뼈 안쪽 경계의 중간 1/3에서 일어난다.
앞쪽 널힘줄의 앞면에서 시작하는 섬유는 중앙의 막에 삽입되고 앞쪽 널힘줄의 뒷면에서 기원하는 섬유는 뒤쪽 널힘줄에 닿는다. 후방 건막과 중격 정중은 근육의 아래쪽 1/4에서 결합한 다음 비복근의 전방 건막과 결합하여 아킬레스건(Achilles tendon, calcaneal tendon)을 형성하고 발꿈치뼈의 뒷면에 닿는다.
일부 동물과 달리 인간의 가자미근과 장딴지근은 상대적으로 분리되어 있다.
말에서 장딴지근은 흔적으로만 남아 있다.

### 위치 관계
장딴지근이 가자미근보다 더 얕은쪽에 있어, 피부에 더 가까이 위치한다.
장딴지빗근과 그 힘줄의 일부는 장딴지근과 가자미근 사이로 주행한다. 가자미근보다 깊은쪽에는 가로근육사이막이 존재하며, 이 가로근육사이막을 기준으로 종아리뒤칸을 얕은층과 깊은층으로 나눈다.
가로근육사이막보다 깊은쪽에는 뒤정강근, 긴발가락굽힘근, 긴엄지굽힘근이 있으며 뒤정강동맥, 뒤정강정맥, 정강신경도 주행한다.

## 기능
장딴지근과 가자미근의 작용은 발바닥굽힘(plantarflexion)이다(즉, 발과 다리 사이의 각도를 증가시킨다). 두 근육은 강력한 근육이며 걷기, 달리기 및 균형 유지에 필수적이다. 가자미근은 특히 서 있는 자세를 유지하는 데 중요한 역할을 한다. 가자미근의 작용이 지속되지 않으면 몸이 앞으로 넘어질 것이다.
또한, 바로 서 있는 자세에서 가자미근은 말초에서 심장으로 정맥의 혈액을 다시 퍼 올리는 역할을 하며 종종 골격근 펌프(skeletal muscle, 종종 peripheral heart나 sural pump 등의 용어가 사용됨)라고도 불린다.
가자미근은 다른 많은 근육보다 느린 근육(지근) 섬유의 비율이 더 높다. 기니피그나 고양이와 같은 일부 동물에서 가자미근은 100% 지근 섬유로 구성된다. 인간의 가자미근의 섬유 조성은 사람별로 차이가 있어 60~100%의 느린 섬유를 포함한다.
가자미근은 무릎을 구부린 자세에서 발바닥굽힘에 가장 효과적인 근육이다. 이로 인해 'first gear muscle'로도 불린다. 이는 장딴지근이 넙다리뼈에서 시작되기 때문에 다리를 구부리면 효과적으로 긴장하기 어려워지기 때문이다. 규칙적인 움직임(즉, 걷기) 동안 가자미근은 피로에 저항력이 강한 지근 섬유가 많기 때문에 발바닥굽힘에 중요하게 작용한다.

## 임상적 중요성

### 질병
다리 근육을 덮고 있는 두꺼운 근막으로 인해 구획증후군이 발생하기 쉽다. 구획증후군의 병리는 혈류에 영향을 미치고 신경을 압박하는 조직의 염증과 관련이 있다. 구획 증후군을 치료하지 않고 그대로 두면 근위축, 혈전 및 신경병증을 유발할 수 있다.

## 추가 이미지
위키미디어 공용에 가자미근 관련 미디어 분류가 있습니다.
- 애니메이션.
- 오른쪽 다리의 뼈들. 뒤에서 본 그림.
- 종아리 중간에서의 단면.
- 왼쪽 하지의 뒤에서 본 그림.
- 뒤에서 본 해부도.

## 참고 문헌
- Gray, Henry. Pick, T. Pickering, & Howden, Robert (Eds.) (1995). Gray's Anatomy (15th ed.). New York: Barnes & Noble Books.
- Saladin, Kenneth S. Anatomy & Physiology: The Unity of Form and Function. 6th ed. New York, NY: McGraw-Hill, 2007. Print.